# زهرة العنقود اللزجة
زهرة العنقود اللزجة أو رُوبِينِيَة لزجة هي شجرة نفضية متوسطة الحجم موطنها جنوب شرق الولايات المتحدة من جنس زهرة العنقود. عنقودها الزهري يحمل من ١٠ إلى ١٥ زهرة وردية اللون يعلوها مواج بنفسجي.